# Queensland
Queensland (ejtsd: kvínszlend) Ausztrália egyik tagállama a szigetország északkeleti részén. Az állam fővárosa és egyben legnagyobb városa Brisbane.

## Elnevezés
Az állam Viktória brit királynő tiszteletére kapta a Queensland (am. királynő földje) nevet 1859. június 6-án, amikor hivatalosan kivált Új-Dél-Walesből. Akkoriban Viktória királynő rendkívül népszerű uralkodónak számított, és az új gyarmatnak egy kellően impozáns nevet szánt, ezért elvetette a helyiek által támogatott Cooksland (Cook földje) elnevezést, amit James Cook, a híres angol tengerész, Ausztrália újkori felfedezője iránti tisztelet ihletett. Victoria állam szintén a királynőről kapta a nevét.
Queensland gyakran használatos beceneve a „Napfényes Állam” (angolul Sunshine State), amit az általánosan meleg klímának, valamint annak köszönhet, hogy az állam számottevő része a trópusokon található. A queenslandieket tréfásan „banánhajlítóknak” (Banana Benders, értsd: léhűtő, semmittevő) vagy „óriásvarangyoknak” (Cane Toads) is nevezik. Az előbbi valószínűleg a jelentős méretű banánültetvényekre, míg az utóbbi arra a környezeti katasztrófára utal, amit az óriásvarangyok (Bufo marinus) behozatala idézett elő Queenslandben. (A varangyokat a cukornád ültetvényeket károsító bogarak ellen hozták be, de mivel a bőrükön található mirigyek mérgező váladékot tartalmaznak, az őshonos ragadozók jó része belepusztul, ha lenyeli őket.)

## Földrajz

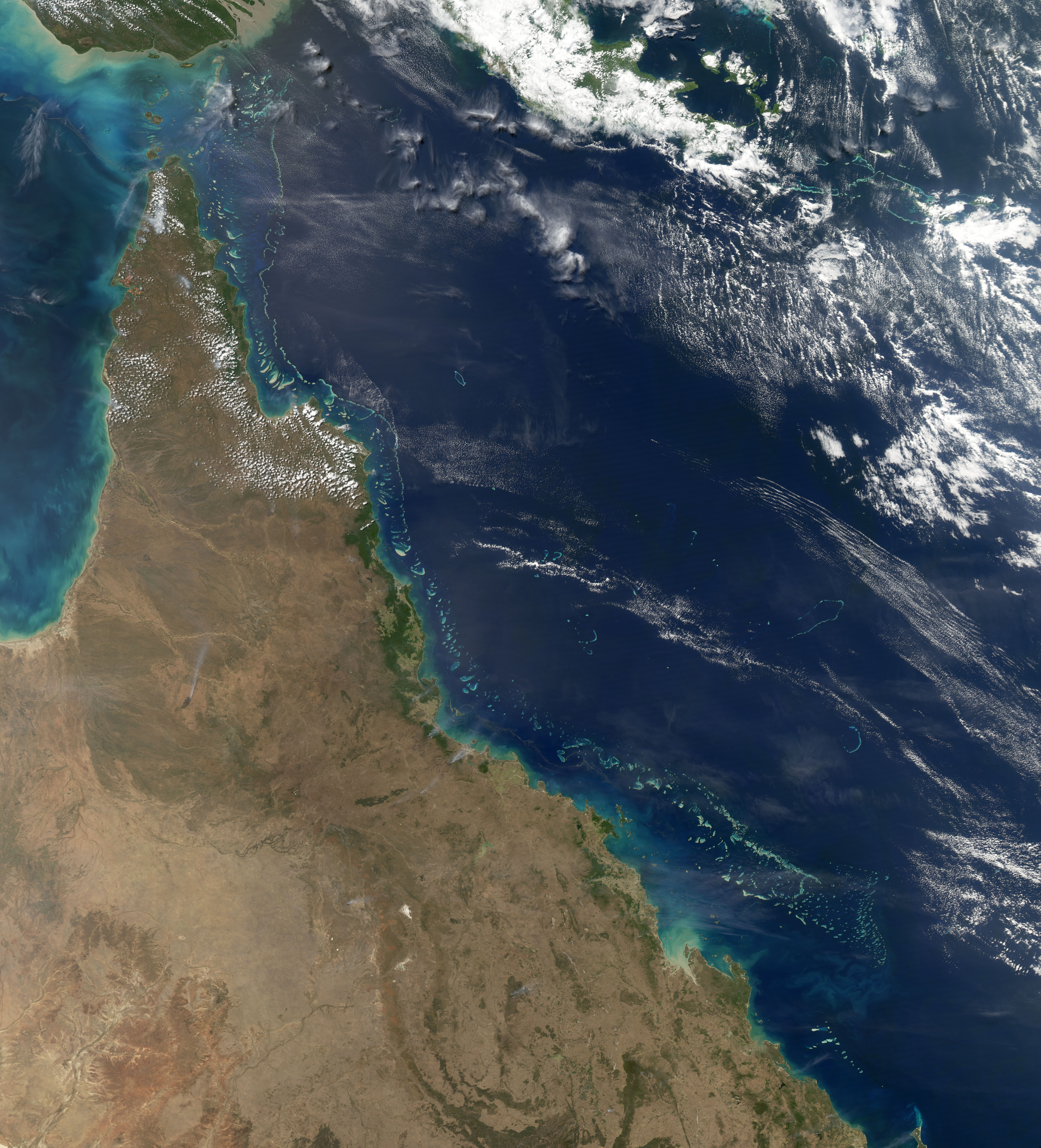
Műholdkép

Északon a Torres-szoros választja el Pápua Új-Guinetól, keletről a Korall-tenger valamint a Csendes-óceán, délről Új-Dél-Wales, délnyugatról Dél-Ausztrália, nyugatról az Északi terület határolja. Területe 1.730.648 km², ezzel Nyugat-Ausztrália után Ausztrália második legnagyobb állama. Kb. másfélszer nagyobb, mint Nyugat-Európa.
Keleti részét a Nagy-Vízválasztó-hegység uralja. Legmagasabb pontja a Mount Bartle Frere (1622 m). Leghosszabb folyója a Flinders.
Északon található a nagy kiterjedésű York-félsziget. Keleti partján húzódik a világörökség részét képező Nagy-korallzátony. A Korall-tengerben számos sziget található, közülük a legnagyobb a K'gari (korábban Fraser-sziget).

## Éghajlat

Queensland Köppen-féle éghajlati övezetei

Queensland nagy kiterjedése miatt az éghajlatban jelentős különbségek tapasztalhatók az állam különböző területein: kevés csapadék és forró nyarak az állam belső, nyugati részén; monszun jellegű nedves-csapadékos éghajlat a távoli északon; valamint meleg-mérsékelt klíma a tengerparti sáv mentén. A belső és a déli területeket az alacsony minimum hőmérsékletek jellemzik.
A tengerparti sáv éghajlatát a Csendes-óceán meleg vize befolyásolja, így a területre nem jellemzőek az extrém hőmérsékleti értékek, az óceán közelsége pedig a megfelelő mennyiségű csapadék lehullásához is hozzájárul.

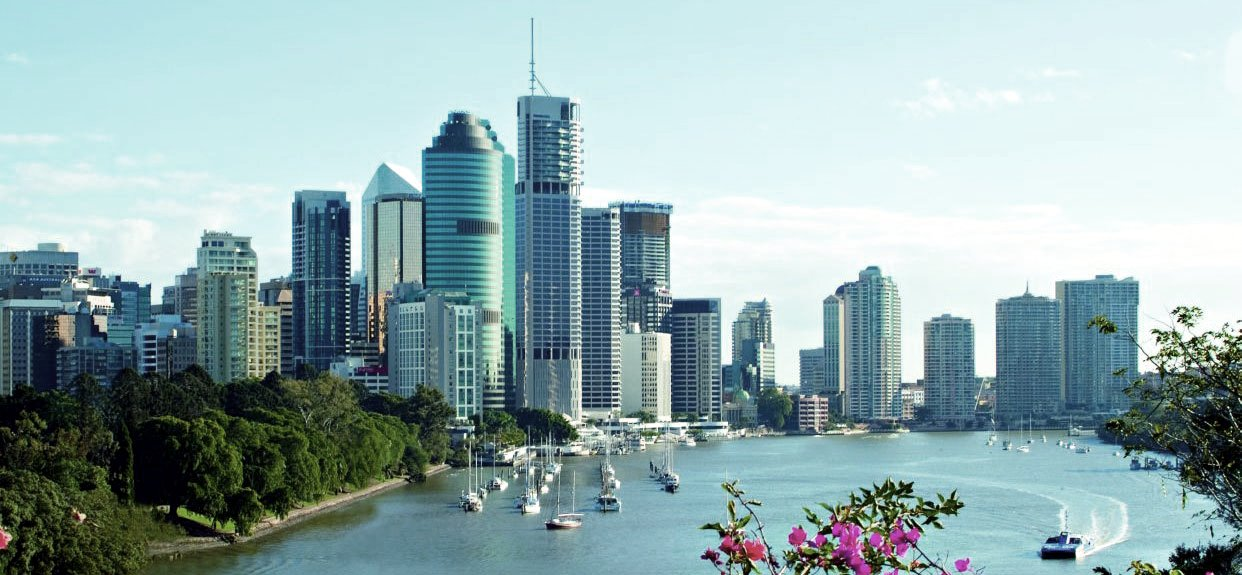
Brisbane, az állam fő-, és egyben legnépesebb városa

A páratartalom és hőmérséklet alapján Queensland öt nagyobb éghajlati zónára osztható:
- forró csapadékos nyár (távoli északi terület és a parti sáv)
- meleg csapadékos nyár (parti magasabb területek és a délkeleti parti sáv)
- forró száraz nyár, enyhe tél (közép-nyugat)
- forró száraz nyár, hideg tél (délnyugat)
- mérsékelt-meleg nyár, hideg tél (belső délkeleti területek, pl. Stanthorpe környéke)

Ugyanakkor, Queensland lakossága többnyire csak két évszakot észlel: a „tél” rendszerint meleg kevés csapadékkal, míg a nyarak tikkasztóak, magas hőmérsékletekkel és több csapadékkal.
Az alábbi táblázat az állam nagyobb központjainak főbb éves éghajlati átlagait foglalja össze:
| Település  | Min. hőmérséklet | Max. hőmérséklet | Derült napok száma | Csapadék |
| ---------- | ---------------- | ---------------- | ------------------ | -------- |
| Brisbane   | 15,7 °C          | 25,4 °C          | 124,3              | 1186,2mm |
| Mackay     | 19 °C            | 26,4 °C          | 123,3              | 1578,6mm |
| Cairns     | 20,8 °C          | 29 °C            | 90,1               | 2013mm   |
| Townsville | 19,8 °C          | 28,9 °C          | 121,4              | 1141,8mm |

Az eddigi legmagasabb hőmérsékletet 1972. december 24-én mérték Birdsvilleben, 49,5 °C-ot. A legalacsonyabb hőmérsékletet, −10,6 °C-ot, eddig kétszer is észlelték: először 1961. június 23-án Stanthorpe-ban, majd 1965. július 12-én újra, a The Hermitage nevű településen.

## Története
Queensland története több ezer évre nyúlik vissza. A területet először a mai Ausztrália két hivatalosan is elismert kisebbsége, az ausztrál őslakosok valamint a Torres-szigetek őslakosai foglalták el. A különböző források az időpontot valamikor 40-65 ezer évvel ezelőttre teszik. A 16. századtól holland, portugál (Luís Vaz de Torres) és francia tengerészek (Louis Antoine de Bougainville) fedezték fel, még mielőtt James Cook 1770-ben megérkezett volna a területre. Később az állam tanúja volt az őslakosok és a telepesek közötti, többnyire az előbbiekre nézvést tragikus kimenetelű harcoknak csakúgy, mint az ültetvényekre a dél-csendes-óceáni szigetekről behozott olcsó kanaka munkások foglalkoztatásának. (A történészek vitatkoznak róla, hogy a szigetlakók foglalkoztatása vajon az újkori rabszolgaság egy formája volt-e avagy sem.)
Brisbane-t eredetileg Moreton-öböl Büntetőtelep néven alapítottak 1824-ben, ahova a visszaeső fegyenceket szállították Új-Dél-Wales déli részéről. Később már szabad telepesek is érkeztek, akiknek a betelepülését az állam is ösztönözte.
1859. június 6-án lett önálló brit koronagyarmat, amikor Viktória királynő szentesítette a terület kiválását Új-Dél-Walesből. Ezt a napot azóta minden évben megünneplik (Queensland Day). A különválás óta fejlődése gyors és dinamikus.
1852 óta egészen napjainkig vannak törekvések arra, hogy Észak-Queenslandből önálló ausztrál szövetségi államot szervezzenek. A felvetésnek legalább annyi támogatója van, mind ellenzője. A kérdés rendszeresen napirenden van az állam parlamentjében.

## Népesség
Lakosságát tekintve Új-Dél-Wales és Victoria államok mögött a harmadik helyen áll 5.354.800 fővel (2022).
A lakosság zöme az állam délkeleti részében koncentrálódik, ahol a főváros Brisbane, Logan City, Ipswich, Toowoomba, Gold Coast valamint Sunshine Coast is található. Egyéb főbb regionális központok még Cairns, Townsville, Mackay, Rockhampton, Bundaberg, Hervey Bay és Mount Isa.

## Közigazgatás

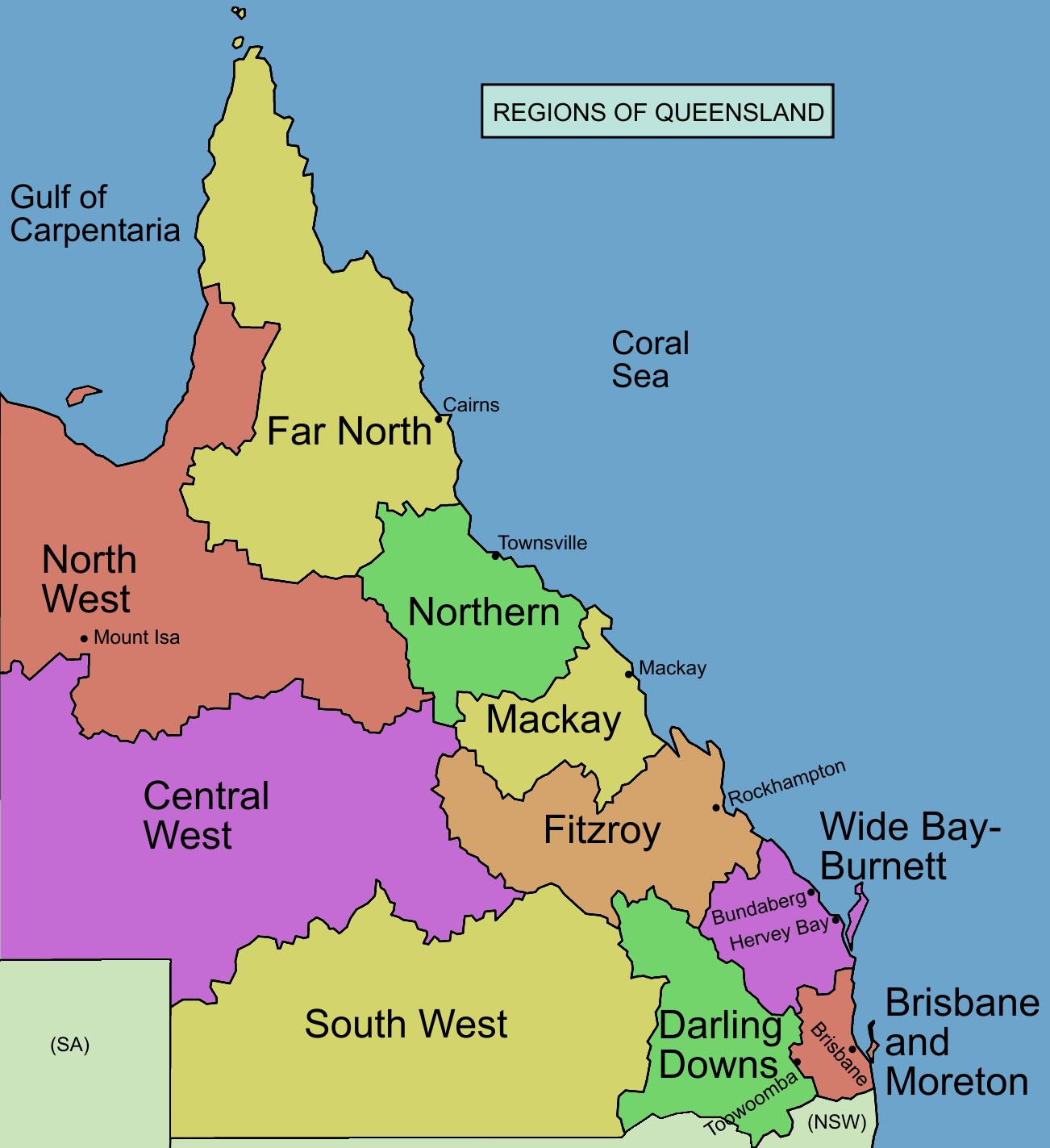
Queensland régiói

## Gazdaság
A mai Queensland gazdaságát főként a mezőgazdaság, a turizmus és a természeti kincsek kiaknázása uralja.

## Külső hivatkozások
- Queensland kormánya (angolul)